# النا بشکی
النا بشکی (انگلیسی: Elena Bechke؛ زادهٔ ۷ ژانویهٔ ۱۹۶۶) اسکیت‌باز نمایشی اهل روسیه است.